# 長源寺 (文京区)
長源寺（ちょうげんじ）は、東京都文京区にある真宗大谷派系の単立寺院。

## 歴史
1612年（慶長17年）、釋西玄によって開山された。元々は武蔵国豊島郡下練馬村（現・東京都練馬区）に位置していたが、その後御茶ノ水に移転し、1705年（宝永2年）に現在地に移転した。
下練馬から御茶ノ水に移転した経緯について、次のような話が伝わっている。徳川綱吉がまだ若かった頃、脚気を患ったので、下練馬村の金乗院近くの御殿（徳川綱吉御殿跡）で療養生活を送っていた。その際、金乗院の住職より「（下練馬）村内の寺を全て真言宗にして下さい」と頼まれ、綱吉もそれを了承したため、下練馬村の寺は全て真言宗となった。当寺は転宗を拒んだため移転したのだという。
当時の下練馬村では、男性が亡くなると「男寺」で、女性が亡くなると「女寺」で葬式をすることになっていた。長源寺は「男寺」であったので、練馬からはるばる本駒込の当地までやってきて男性の葬式をしていた。この慣習は戦前まで続けられていた。

## 交通アクセス
- 本駒込駅より徒歩7分（経路案内）。
- 三田線千石駅より徒歩9分（経路案内）。